# Ioan Dumitrache
Ioan Dumitrache, cunoscut și ca Ion Dumitrache, (n. 25 august 1889, Ciorăști, Râmnicu-Sărat, România – d. 6 martie 1977, Brașov, România) a fost un general român.

## Biografie
A fost singurul copil al familiei de plugari Gheorghe și Ioana Dumitrache. Tânărul Ion Dumitrache a urmat cursurile gimnaziului din Râmnicu-Sărat și ale liceului „Alexandru Ioan Cuza” din Focșani.
În anul 1909 a fost admis la Școala Militară de Ofițeri de Infanterie din București, pe care a absolvit-o, la data de 15 iunie 1911, cu rezultate bune, fiind avansat la gradul de sublocotenent. Și-a început cariera militară la 1 iulie 1911, în Regimentul 38 Infanterie „Neagoe Basarab” Brăila.
A participat la cel de al Doilea Război Balcanic (1913), fiind apreciat de șefii direcți ca un ofițer inteligent, disciplinat, tenace și perseverent.
Avansat la gradul de locotenent în anul 1916 a luat parte la manevra de la Flămânda, ca o încercare de a-l nimici pe inamic prin acțiuni purtate la sud de Dunăre, în spatele forțelor lui Mackensen.

## Primul Război Mondial
Ion Dumitrache a fost rănit în luptele din 1916 și 1917 și decorat. După avansarea la gradul de căpitan, în anul 1917, Ion Dumitrache a fost admis la Școala Superioară de Război, în anul 1919 (se împlineau 30 de ani de la înființarea acestei prestigioase instituții de învățământ din armata română), absolvind în anul 1921. După absolvirea Școlii Superioare de Război, maiorul Ion Dumitrache a fost repartizat ofițer de stat major în comandamentul Diviziei 1 Vânători Munte din Arad.
Maiorul Ion Dumitrache a fost mutat în anul 1924 în comandamentul Diviziei 1-a Munte "Sinaia". Muncind cu pasiune a fost avansat la gradul de locotenent-colonel și promovat, în 1927, ajutor al comandantului Diviziei 1-a Munte. După doi ani a fost numit comandant al Batalionului 2 Vânători de Munte. A fost înaintat la gradul de colonel la 16 octombrie 1935. Avansat la gradul de colonel în anul 1935, Ion Dumitrache a comandat cu multă fermitate Grupul 4 Vânători de Munte din Bistrița Năsăud.
În anii 1938-1939, a îndeplinit și funcția de prefect al județului Năsăud.
În toamna anului 1939 colonelul Ion Dumitrache a fost promovat comandant al Brigăzii 2 Mixte Munte, iar la 10 mai 1941 a fost înaintat la gradul de general de brigadă.

## Al Doilea Război Mondial
Din ziua de 20 iunie 1941 Corpul de Munte a trecut, din punct de vedere operativ, în subordinea Armatei a 11-a germană.
La data de 4 iulie 1941 a fost eliberat orașul Cernăuți. Brigada 2 Mixtă Munte, comandată de generalul Ion Dumitrache, a fost vârful de lance. Împreună cu Divizia 8 Cavalerie ea a forțat Prutul, pe la Noua Suliță, și a eliberat ținutul Herței.
A fost decorat pe 17 octombrie 1941 cu Ordinul „Mihai Viteazul” cl. III-a:
„Pentru curajul și abnegația de care a dat dovadă în atacul Hotinului, unde a stat tot timpul în zona cea mai primejdioasă pentru a da exemplu trupelor s[a]le. S'a remarcat în deosebi în luptele dela Savinți și Vierbovka, prin destoinicie în comandă”.
Decretul regal nr. 2.886 din 17 octombrie 1941
La 15 martie 1942 brigăzile s-au transformat în divizii. În ziua de 06 iulie 1942 Divizia 2 Munte a fost subordonată, permanent, comandamentelor militare germane, care acționau în Caucaz. O comportare eroică a avut Divizia 2 Munte în luptele de la Vladicaucaz, când au scos din încercuire o divizie militară blindată germană”. Generalul Ion Dumitrache a fost decorat cu Ordinul „Crucea de fier”, în grad de cavaler.
De la 13 iulie 1942 și până la 15 aprilie 1943 divizia a pierdut 11.000 de oameni. În zilele de 5 și 6 iunie 1943 divizia a fost inspectată de mareșalul Ion Antonescu, care arăta: „Divizia 2 Munte s-a acoperit de glorie în Caucaz și merită recunoștința și admirația țării. Mulțumiri întregului personal condus cu onoare și demnitate de generalul Ion Dumitrache”.
În perioada iulie - octombrie 1943 Divizia 2 Munte a desfășurat lupte de uzură cu armata sovietică și detașamentele de partizani.
Efectivele Diviziei 2 Munte s-au retras din Crimeea în ziua de 8 mai 1944. La sfârșitul lunii mai Marele Stat Major a reorganizat diviziile de munte în comandamente operative. Comandamentul Diviziei 2 Munte s-a transformat în Comandamentul 102 Munte, dislocându-se, la sfârșitul lunii august 1944, în garnizoana Deva.
Avansat general de divizie, la data de 1 august 1944, Ion Dumitrache a fost numit la comanda Corpului de Munte, care, de la 24 august, a trecut la anihilarea trupelor germane aflate în zona Brașovului.
La data de 24 octombrie 1944 generalul Ion Dumitrache a sosit la Brașov, punându-se la dispoziția Marelui Stat Major. Corpul de Munte și Divizia 1 Munte au fost retrase din dispozitivul de luptă, urmând a fi desființate în baza măsurilor adoptate de Comisia Aliată de Control Rusă.
A fost decorat la 22 noiembrie 1944 cu Ordinul Militar „Mihai Viteazul” cu spade, clasa III-a: 
„Pentru modul cum s'a distins în grelele lupte, dar încununate de succes în perioada de timp dela 24 August-12 Octomvrie 1944, întreprinse la Brașov, Sf. Gheorghe, Tg.-Mureș, Gherla, pentru eliberarea Ardealului. Continuu în teren, în mijlocul trupelor îmbărbătându-le a dovedit pe lângă capacitate, un curaj personal și o fermitate de caracter demn de toată lauda”.
Decretul regal nr. 2.254 din 22 noiembrie 1944

## Perioada comunistă
Acuzat pe nedrept de Comandamentul Militar sovietic de săvârșirea unor crime de război, generalul Ion Dumitrache a fost arestat, la data de 22 februarie 1945.
"Postul de Radio Moscova a transmis, la data de 7 martie 1945, ora 21:30, nota informativă prin care era acuzat că a ordonat, în octombrie 1942, uciderea a 600 de prizonieri, partizani, femei și copii la Nalcik (oraș eliberat de Divizia 2 Munte, la 28 octombrie 1942) și a ordonat transportul unor materiale în țară. Aceste false acuzații sunt infirmate de mărturia celor 127 de persoane care au participat la proces."
Motivele adevărate al arestării generalului Dumitrache sunt: comportarea eroică a ostașilor Diviziei 2 Munte în Caucaz, fapt pentru care a fost supranumită „Divizia de cremene”, refuzul său de a continua luptele pe teritoriul Ungariei și criticarea unor ordine de luptă date de comandanți din armata sovietică. 
La 15 august 1946 a fost reabilitat și trecut la comanda Corpului de Munte. 
La 1 septembrie 1947 a fost avansat la gradul de general de corp de armată și trecut în rezervă, cu drept de pensie. 
În toamna anului 1948 organele Securității reîncep persecuțiile, generalul Dumitrache fiind chemat tot mai des la interogatorii. Acțiunile au culminat la data de 3 februarie 1949 când a fost reținut la dispoziția Securității din București, fiind cercetat în perioada anilor 1949-1950.
Fără a fi judecat și condamnat, a fost închis în închisorile Aiud și Jilava și apoi a fost eliberat, la 6 octombrie 1950.
Prin Decretul Consiliului de Stat al Republicii Populare Române nr. 500/1964 i s-a conferit Ordinul „23 August” clasa a II-a „pentru merite deosebite în opera de construire a socialismului, cu prilejul celei de a XX-a aniversări a eliberării patriei”.
S-a stabilit în Brașov, trăind retras, uitat și lipsit de resurse materiale, preocupat de redactarea memoriilor sale. Textul dactilografiat l-a donat Muzeului de Istorie și Arheologie Brașov, acesta păstrându-se în Arhiva de Istorie Contemporană. Constrâns la un nemeritat anonimat, hărțuit de Securitate, care nu l-a scutit de percheziții periodice, s-a stins din viață la 6 martie 1977 și își doarme somnul de veci în cimitirul Groaveri din Brașov.

## Decorații
- Ordinul „Coroana României” în gradul de Comandor (8 iunie 1940)[8]
- Ordinul Militar „Mihai Viteazul” clasa III-a (17 octombrie 1941)[5]
- Ordinul Mihai Viteazul cl. II - prin DR 353/15.02.1943 (general de divizie, comandantul Diviziei 2 munte)
- Crucea de Cavaler a Crucii de Fier - 21 noiembrie 1942
- Ordinul „Mihai Viteazul” cu spade, cl. a III-a (22 noiembrie 1944)[6]
- Ordinul „Apărarea Patriei”, clasa a III-a,
- Ordinul „23 August” clasa a II-a (10 august 1964) „pentru merite deosebite în opera de construire a socialismului, cu prilejul celei de a XX-a aniversări a eliberării patriei”[7]
- alte ordine și medalii românești și străine.[9]

## Legături externe
- ro  General Ion Dumitrache Arhivat în 18 martie 2018, la Wayback Machine.
- en  General de divizie Ioan Dumitrache